# Dalsnibba
Dalsnibba – szczyt w Górach Skandynawskich. Leży w Norwegii, w regionie Møre og Romsdal, na południe od norweskiego ośrodka turystycznego Geiranger, na wysokości 1495 m n.p.m. Często nawet latem pokryty jest śniegiem. Górę łączy z wioską droga długości 7 kilometrów. 
Szczyt leży na wschód od położonej na wysokości 1038 m n.p.m. przełęczy Dalsnibba. Tam znajduje się schronisko Djupvasshytta. Zaraz obok mieni się szmaragdowo-błękitną wodą jezioro Djupvatnet (1016 m n.p.m.), przez większą część roku pokryte lodem i śniegiem. Od Djupvasshytta prowadzi na szczyt góry prywatna płatna droga zwana Nibbevei.